# آنا ماریا ماچادو
آنا ماریا ماچادو (به پرتغالی: Ana Maria Machado) (زاده ۲۴ دسامبر ۱۹۴۱) نویسنده برزیلی ادبیات کودکان و برنده جایزه هانس کریستیان آندرسن در سال (۲۰۰۰) است.